# Careya valida
Careya valida là một loài thực vật có hoa trong họ Lecythidaceae. Loài này được Kurz mô tả khoa học đầu tiên năm 1877.